# Jolie Jolie
Jolie Jolie – singel polskiego rapera Blachy 2115. Singel został wydany 30 sierpnia 2023.
Nagranie otrzymało w Polsce status diamentowego singla, przekraczając liczbę 250 tysięcy sprzedanych kopii.

## Geneza utworu i historia wydania
Utwór napisali i skomponowali Patryk Stefański i Valentin Schäfer, który również odpowiada za produkcję utworu. 
Singel ukazał się w formacie digital download 30 sierpnia 2023 w Polsce za pośrednictwem wytwórni płytowej 2115 w dystrybucji Universal Music Polska.

## Teledysk
Do utworu powstał teledysk zrealizowany przez Beniamina Jeża, który udostępniono 31 sierpnia 2023 za pośrednictwem serwisu YouTube.

## Lista utworów
- Digital download[2]

1. „Jolie Jolie” – 2:33

## Notowania
| Kraj   | Lista (2023)             | Najwyższa pozycja |
| ------ | ------------------------ | ----------------- |
| Polska | Billboard Poland Songs   | 2                 |
| Polska | OLiS – single w streamie | 2                 |

| Kraj   | Lista (2023)             | Pozycja |
| ------ | ------------------------ | ------- |
| Polska | OLiS – single w streamie | 28      |
| Polska | Lista (2024)             | Pozycja |
| Polska | OLiS – single w streamie | 76      |

## Certyfikaty
| Kraj          | Certyfikat       | Sprzedaż |
| ------------- | ---------------- | -------- |
| Polska (ZPAV) | diamentowa płyta | 250 000+ |